# Glypta novaconcordica
Glypta novaconcordica är en stekelart som beskrevs av Dasch 1988. Glypta novaconcordica ingår i släktet Glypta och familjen brokparasitsteklar. Inga underarter finns listade i Catalogue of Life.